# سنوات تجوال فلهلم أو الزاهدون
سنوات تجوال فلهلم أو الزاهدون (بالألمانية: Wilhelm Meisters Wanderjahre, oder Die Entsagenden) هي الرواية الرابعة للكاتب الألماني يوهان فولفغانغ فون غوته، وهي تكملة لسابقتها سنوات تعلم فلهلم مايستر (1795-1796). على الرغم من أن غوته خطط لعمل هذه الرواية في عقد 1790، إلا أنها لم تنشر إلا في عام 1821، ونشرت في شكلها النهائي في طبعة ثانية في عام 1829 واحتوت هذه الطبعة اختلافات كبيرة عن الطبعة الأولى. الرواية لم تلقَ اهتمام النقاد في البداية وذلك حتى منتصف القرن العشرين. تتألف الرواية من عدد من القصص القصيرة المنفصلة، ومقاطع من الأمثال والرسائل.

## وصلات خارجية
- سنوات تجوال فلهلم أو الزاهدون، على أرشيف الإنترنت.
- سنوات تجوال فلهلم أو الزاهدون، على كتب جوجل.
- سنوات تجوال فلهلم أو الزاهدون، على موقع أمازون.
- سنوات تجوال فلهلم أو الزاهدون، على مكتبة جامعة هارفارد.
- سنوات تجوال فلهلم أو الزاهدون، على مكتبة جامعة ميشيغان.
- سنوات تجوال فلهلم أو الزاهدون، على مكتبة جامعة ويسكونسن-ماديسون (طبعة 1821).